# Farbwerk

Farbwerk einer Bogenoffsetmaschine

Das Farbwerk ist eine Vorrichtung an Druckmaschinen, die der automatischen Nachführung verbrauchter Farbe zur Druckform dient. Das Farbwerk wird üblicherweise aus dem Farbkasten nachgespeist. Dabei sollte die Differenz zwischen der verbrauchten und der nachgeführten Druckfarbe möglichst gering und im Idealfall ausgeglichen sein. Aufgabe des  Farbwerks ist es darüber hinaus, jede Stelle der Druckform mit der gleichen Farbmenge oder Farbfilmstärke zu überziehen.
Bei Farbwerken werden folgende Bauweisen unterschieden:

## Tellerfarbwerk
Ein einfacher Teller, oft drehbar und oberhalb der Form angeordnet, auf den Farbe mit der Hand aufgetragen wird. Die Walzen gehen bei jedem Drucktakt über den Teller und nehmen neue Farbe auf. Vorteilhaft ist hier der einfache wartungsfreie Aufbau. Ein großer Nachteil besteht jedoch in der ungleichmäßigen Farbführung und -verreibung sowie im geringen Speichervermögen.
Das Tellerfarbwerk wird fast ausschließlich für kleine Handtiegel und Eigenbauabziehpressen eingesetzt. Bei Offsetmaschinen ist das Tellerfarbwerk unbekannt.

## Tischfarbwerk
Das Tischfarbwerk ist eine Kombination aus Teller- und Zylinderfarbwerk. Das Tischfarbwerk wird fast ausschließlich für Schnellpressen in flacher Bauweise eingesetzt, so bei Buch- und Steindruckmaschinen.

## Zylinderfarbwerk
Es ist die modernste und in allen Bauformen übliche Farbwerkstechnik. Zylinderfarbwerke kommen im Buchdruck, im Bogenoffsetdruck und Rollenoffsetdruck vor. Im Tiefdruck gibt es kein Farbwerk, da der Druckzylinder durch eine Farbwanne läuft und die überschüssige Farbe durch eine Rakel abgestreift wird.

### Bogenoffset
Das Farbwerk in Bogenoffsetmaschinen ist mit zahlreichen Walzen zum gleichmäßigen Einfärben von Druckplatten ausgestattet. Die von der Druckform benötigte Farbmenge wird dem Farbwerk über Duktor und Heber aus dem Farbkasten zugeführt. Die Farbführung kann zonenweise parallel zum Druckzylinder mittels Zonenschrauben reguliert werden. Eine erhebliche Verkürzung der Rüstzeiten wird einer automatisierten Farbvoreinstellung erreicht. Die dazu erforderlichen Daten werden aus der digitalen Druckvorstufe oder von einem Druckplattenleser durch Ausmessen der Druckplatte ermittelt.
Alle Walzen im Farbwerk, das auch Walzenstuhl genannt wird, haben die gleiche Umfangsgeschwindigkeit und arbeiten praktisch ohne Schlupf. Einige Walzen führen zusätzlich eine axiale, also seitliche Bewegung aus und werden Verreiberwalzen genannt. Durch diese seitliche Bewegung wird erreicht, dass das über die Farbzonenöffnung druckformbedingte Farbprofil an den Übergängen etwas ausgeglichen wird. Durch den Kanal des Plattenzylinders erfolgt keine kontinuierliche Abnahme der Farbe aus dem Farbwerk und führt zu Schwankungen in der Farbschichtdicke auf der Druckplatte in Umfangsrichtung. Diese Schwankungen werden vom Drucker als Farbabfall bezeichnet. Deshalb gibt es bei hochwertigen Farbwerken die Möglichkeit, die Phasenlage der Farbwalzen so zu verstellen, dass der Einsatzpunkt der seitlichen Verreibung gezielt verändert wird. Neue Farbwerkskonstruktionen ermöglichen sogar eine Fernverstellung. Aus den Farbbelegungsdaten der Druckvorstufe kann eine Voreinstellung des optimalen Einsatzes der Verreiberwalzen ermittelt werden.

### Rollenoffset
Im Vergleich zum Bogenoffset ergeben sich die wesentlichen Unterschiede der Farbwerkskonstruktion aus den Anforderungen der höheren Druckgeschwindigkeit und den niedrigeren Papierqualitäten. Farbwerke im Rollenoffset benutzen keine getakteten Heberwalzen, sondern unterscheiden sich durch eine kontinuierliche Farbzufuhr. Außerdem ist die Konsistenz der Druckfarbe deutlich dünnflüssiger als im Bogenoffset. Das Speichervolumen der Farbwalzen ist geringer, bedingt durch eine niedrigere Anzahl von Farbauftragswalzen. Während im Bogenoffset in der Regel vier Farbauftragswalzen je Farbwerk eingesetzt werden, kommt der Rollenoffset mit zwei bis drei Walzen aus, weil der Kanal des Plattenzylinders deutlich kleiner ist und dadurch eine gleichmäßigere Einfärbung der Platte erreicht wird.

### Brückenwalze
Eine Weiterentwicklung des Farbwerks stellt die Brückenwalze dar. Die Brückenwalze ist eine antriebs- und changierfähige Walze mit einstellbarem Anpressdruck. Über die Brückenwalze kann das Farbwerk wahlweise mit dem Feuchtwerk verbunden werden und Feuchtmittel gezielt ins Farbwerk geleitet werden. Darüber hinaus hat die Brückenwalze zwei Einstellmöglichkeiten. Bei der ersten agiert sie als reine Reiterwalze, die den Farbfilm im Farbwerk nur glättet. Die zweite Einstellung hat die Aufgabe, den Farbfilm umzuverteilen. Die Praxis hat bewiesen, dass es bessere Ergebnisse gibt, wenn die vorderen Farbauftragswalzen den Großteil der Farbe zur Druckform transportieren. Trotzdem kommt es vor, dass es Druckformen gibt, die eine andere Farbverteilung erforderlich machen. Dann wird die Brückenwalze so geschaltet, dass sie als zusätzliche Zwischenwalze fungiert. Bei dem abgebildeten Farbwerk ist die Farbverteilung ohne Brückenwalze jeweils 25 %, bei eingeschalteter Brückenwalze dagegen von unten nach oben 31 % – 31 % – 19 % – 19 %.